# رجی تیس
رجی تیس (انگلیسی: Reggie Theus؛ زاده ۱۳ اکتبر ۱۹۵۷) یک بازیکن بسکتبال اهل ایالات متحده آمریکا است.